# Marmosops cracens
La marmosa esbelta carifina (Marmosops cracens) es una especie de marsupial didelfimorfo de la familia Didelphidae de Venezuela.
Es endémica de un área restringida, dentro del estado de Falcón (Venezuela).